# Chickasaw (Alabama)
Chickasaw – miasto w Stanach Zjednoczonych, w stanie Alabama, w hrabstwie Mobile. W roku 2023 miasto zamieszkiwały 6283 osoby, a gęstość zaludnienia wynosiła 258 osób/km².